# Kathryn Harrold
Kathryn Harrold (Tazewell, 2 agosto 1950) è un'attrice statunitense.

## Biografia
Nata e cresciuta a Tazwell, Kathryn Harrold ha studiato recitazione al Mills College e poi all'HB Studio di New York. Ottenne il suo primo ruolo di rilievo nel 1980 quando interpretò la co-protagonista Dotty nel film Il cacciatore di taglie, a cui sono seguiti ruoli da protagonista in Il messaggero della morte e Yes, Giorgio accanto a Luciano Pavarotti. Sul grande schermo è apparsa anche in ruoli principali in Tutto in una notte, Codice Magnum e Qualcuno da amare accanto a Orson Welles.
In campo televisivo invece ha ricoperto sia ruoli da protagonista che parti minori in serie televisivi o film TV, tra cui The Doctors, Starsky & Hutch, Agenzia Rockford, Capital News, Errore fatale, Giudice Amy, Desperate Housewives e Greek - La confraternita.
Nel 2011 si è ritirata dalla recitazione e ha studiato psicologia.

## Vita privata
Kathryn Harrold è stata sposata con Lawrence O'Donnell dal 1994 al 2013 e la coppia ha avuto una figlia. Dopo il ritiro dalla recitazione, Harrold presso l'Antioch University si è riqualificata come terapista per matrimoni e famiglie e gestisce il suo studio di consulenza a Los Angeles, in California.

## Filmografia parziale

### Cinema
- Le ali della notte (Nightwing), regia di Arthur Hiller (1979)
- Il cacciatore di taglie (The Hunter), regia di Buzz Kulik (1980)
- Yes Giorgio, regia di Franklin J. Schaffner (1982)
- Il messaggero della morte (The Sender), regia di Roger Christian (1982)
- Tutto in una notte (Into the Night), regia di John Landis (1985)
- Codice Magnum (Raw Deal), regia di John Irvin (1986)
- Qualcuno da amare (Someone To Love), regia di Henry Jaglom (1987)

### Televisione
- The Doctors – serie TV, 229 episodi (1976-1977)
- Starsky & Hutch – serie TV, 1 episodio (1978)
- Agenzia Rockford (The Rockford Files) – serie TV, 2 episodi (1978-1979)
- MacGruder & Loud – serie TV, 15 episodi (1985)
- Capital News – serie TV, 1 episodio (1990)
- Errore fatale (Deadly Desire), regia di Charles Correll – film TV (1991)
- Dream On – serie TV, 1 episodio (1991)
- Io volerò via (I'll Fly Away) – serie TV, 38 episodi (1991-1993)
- The Larry Sanders Show – serie TV, 18 episodi (1993)
- Chicago Hope – serie TV, 11 episodi (1996-1997)
- The Practice - Professione avvocati (The Practice) – serie TV, 1 episodio (1998)
- Jack & Jill – serie TV, 2 episodi (2001)
- In tribunale con Lynn (Family Law) – serie TV, 1 episodio (2001)
- King of the Hill – serie TV, 1 episodio (2002)
- Miracles – serie TV, 1 episodio (2003)
- Medical Investigation – serie TV, 1 episodio (2004)
- Desperate Housewives – serie TV, 3 episodi (2004-2007)
- CSI: NY – serie TV, 1 episodio (2005)
- Greek - La confraternita (Greek) – serie TV, 4 episodi (2007-2011)

## Doppiatrici italiane
Nelle versioni in italiano delle opere in cui ha recitato, Kathryn Harrold è stata doppiata da:
- Maria Pia Di Meo in Codice Magnum
- Micaela Esdra in Starsky & Hutch
- Simona Izzo in Caccia implacabile
- Melina Martello in Desperate Housewives
- Daniela Nobili in MacGruder & Loud
- Isabella Pasanisi ne Il messaggero della morte
- Paila Pavese ne Il cacciatore di taglie
- Valeria Perilli in Medical Investigation
- Irene Di Valmo in CSI: NY